# Emil Zimmermann
Emil Zimmermann es un deportista de la RDA que compitió en piragüismo en la modalidad de eslalon. Ganó dos medallas de plata en el Campeonato Mundial de Piragüismo en Eslalon de 1957, en las pruebas de C1 individual y por equipos.

## Palmarés internacional
| Campeonato Mundial | Campeonato Mundial | Campeonato Mundial | Campeonato Mundial |
| Año                | Lugar              | Medalla            | Competición        |
| ------------------ | ------------------ | ------------------ | ------------------ |
| 1957               | Augsburgo (RFA)    | Medalla de plata   | C1 individual      |
| 1957               | Augsburgo (RFA)    | Medalla de plata   | C1 por equipos     |